# كارولين دانيلز
كارولين دانيلز (بالألمانية: Carolin Daniels)‏ هي لاعب كرة مضرب ألمانية، ولدت في 10 يونيو 1992 في ألمانيا.

## وصلات خارجية
- كارولين دانيلز على موقع رابطة محترفات التنس (الإنجليزية)
- كارولين دانيلز على موقع الاتحاد الدولي لكرة المضرب (الإنجليزية)